# Terres d'aventure
Terres d’aventure est un voyagiste français, spécialiste du voyage d'aventure, de la randonnée et du trekking. Créée en 1976 par deux passionnés du Sahara. Terres d’Aventure est une filiale du groupe Voyageurs du Monde, coté en Bourse de Paris.

## Histoire de Terres d'aventure
Terres d'Aventure est née de la rencontre entre Daniel Popp et Hervé Derain qui dans les années 1970 organisaient chacun de leur côté des voyages dans le Sahara et en Afrique. Ayant une expérience commune confortée par leur savoir-faire de guides, ils décidèrent de s’associer et fondent en 1976 Terres d’aventure, le voyage à pied[source insuffisante].
Au départ, l’agence propose sept destinations au catalogue : France, Thaïlande, Mali-Niger, Algérie, Turquie et la Corse. Terres d'aventure proposera progressivement les premiers chemins de randonnée dans la plupart des pays du monde : les expériences sahariennes en Algérie en totale immersion pendant 15 jours, les ascensions en haute montagne de 5 000 m jusqu'à l’Everest, le lancement du ski du fond, la traversée Lhassa-Katmandou à pied avec 36 jours de marche, les premiers pas au Tibet ou encore la trans himalayenne avec un trek de 7 mois. En 1984, Terres d’aventure compte 3 600 clients[source secondaire souhaitée].
En 2001, l’entreprise est rachetée par cinq copains qui dirigent le groupe Voyageurs du monde. Lionel Habasque qui en fait partie raconte « Nous avons choisi Terres d’Aventure parce que Terdav était leader et avait une très forte image sur le marché de l’aventure en France ». Il prend alors la direction de l'entreprise. Terres d'Aventure compte à ce moment-là 55 salariés et 20 000 clients. Le développement continue parallèlement au marché de l’aventure qui est en mutation. Différents concepts de voyage voient le jour : en 2001 les voyages en famille, en 2003 les voyages sur mesure  et en 2014 les voyages à vélo.

## Historique
- 1976 Hervé Derain et Daniel Popp, deux passionnés du Sahara, créent la marque Terres d’Aventure à Paris. Ils ont 25 ans et s'installent dans le Ve arrondissement. L'équipe est alors constituée de ses fondateurs et d'une secrétaire à mi-temps. Terres d'Aventure, « le voyage sportif », est lancé.
- Avril 1976 Un mois plus tard, la marque édite sa première brochure et propose cinq voyages : la rivière Kwaï en Thaïlande, le Niger-Mali en pirogue, la Cappadoce en Turquie, le GR 20 en Corse, et une méharée dans le Hoggar en Algérie.
- 1977 L'agence compte, un an après sa création, 1000 clients.
- 1979 Terres d'Aventure lance son offre de voyages ski de fond et raquette[source secondaire souhaitée].
- 1986 Georges Schaller, guide Terres d'Aventure, emmène un groupe de clients au Tibet[source secondaire souhaitée]. Ce sont les premiers voyageurs à pied dans ce pays.
- 1992 Première ascension de l'Everest organisée par une agence de voyages[source secondaire souhaitée]. Ascension réalisée en 57 jours avec succès par 3 clients ainsi que les deux guides de haute montagne[réf. souhaitée].
- 2001 Terres d'Aventure est rachetée par Voyageurs du Monde. Alain Capestan, puis Lionel Habasque, prennent la direction de l'entreprise. Terres d'Aventure compte 20 000 clients et 55 salariés. Lancement des voyages en famille[source secondaire souhaitée].
- 2003 Lancement des voyages sur mesure.
- 2010 Création de séjours trail[5]
- 2014 Lancement de l'offre voyage à vélo[6]
- 2018/2019 Réouverture des destinations Mauritanie[7] et Pakistan[8] à la suite de l’autorisation du Quai d’Orsay.

## Festival Objectif Aventure
Le festival Objectif Aventure a été créé en 2013. Il a lieu tous les deux ans au Centquatre-Paris. Pendant trois jours, une trentaine de films d’aventure sont diffusés sur grand écran. En 2019, une librairie de l’Aventure est ajoutée.